# جوآن میچل
جوآن میچل (به انگلیسی: Joan Mitchell)٬ (زاده ۱۲ فوریه ۱۹۲۵ - درگذشته ۳۰ اکتبر ۱۹۹۲)، از هنرمندان نسل دوم نقاشان اکسپرسیونیسم انتزاعی که گرچه بیشتر عمر حرفه‌ای خود را در فرانسه گذراند؛ یکی از مهم‌ترین اعضای جنبش اکسپرسیونیسم انتزاعی آمریکا محسوب می‌شود. او همراه با لی کرزنر، گریس هارتیگان، هلن فرانکن‌تالر و الین دکونینگ، از معدود نقاشان زن دورهٔ خود قلمداد می‌شود که توانست توجه و اقبال عمومی را به خود جلب کند. نقاشی‌ها و چاپ‌های او در موزه‌ها و کلکسیون‌های سراسر آمریکا و اروپا به نمایش گذاشته شده‌اند.

## زندگی و تحصیلات
جوآن میچل  در شیکاگو در ایلینوی متولد شد. پدرش جیمزهربرت، هنرمند آماتور و متخصص پوست مشهور بود که سرانجام به سمت ریاست انجمن پوست آمریکا منصوب شد و مادرش ؛ ماریون سترابل میچل، هنرمند و شاعر که به کار ویرایش در مجلهٔ شعر همراه با هریت مونرو مشغول بود. میچل از طریق مادرش با شاعران صاحب نامی مانند ازرا پاوند، تی. اس. الیوت، دیلن توماس و تورنتون وایلدر ملاقات کرد. او نیز مانند مادرش عشقی عمیق و پایدار به ادبیات و اشتیاقی خاص به شعر داشت. اولین برخورد و مکاشفهٔ هنری میچل، در پنج سالگی و حین نقاشی با مداد رخ داد. اولین کارهای او در دوازده سالگی در مدرسهٔ فرنسیس دابلیو پارکر؛ مدرسه‌ای مترقی که در آن ثبت نام کرده بود، به نمایش درآمدند.
میچل درکالج اسمیت در ماساچوست تحصیل کرد. پس از دو سال به انستیتوی هنر شیکاگو رفت. در سال ۱۹۴۷، پیش از فارغ التحصیلی و در زمان اقامت در شیکاگو، بورس تحصیلی ادوارد. ال. ریرسون را دریافت کرد. همان سال، میچل به نیویورک نقل مکان کرد تا به تحصیل در مدرسهٔ هنس هافمن بپردازد. به رغم تأثیرپذیری از نقاشی‌های هافمن، تنها در یک کلاس شرکت کرد و اعلام کرد: «من کلمه‌ای از آنچه او می‌گفت را درک نمی‌کردم، پس وحشت زده آنجا را ترک کردم». در همین سال‌ها بود که با نقاشی‌های آرشیل گورکی و جکسون پالک در مدرسهٔ هنری نیویورک (New York School artists) آشنا شد، اما بعدها اظهار کرد که هنوز قادر به درک آن‌ها نبود. بورس تحصیلی ریرسون (The Ryerson Fellowship) به میچل اجازه داد که برای یک سال در ل لاواندو، شهری در جنوب فرانسه کار کند. او به همراه بارنی روزت، دوست دوران کودکی و همسر آینده‌اش که بعدها گرو پرس؛ انتشاراتی آوانگارد را پایه‌گذاری کرد، سفر می‌کرد. در اولین سال‌های کار هنری اش به عنوان نقاش، او متاثر از آثار ونسان ون گوگ، پل سزان، واسیلی کاندینسکی و بعدها تحت تأثیر فرانز کلاین و ویلم دکونینگ قرار گرفت. در پاریس با هنرمندانی مانند هربرت کاتزمن و فیلیپ گاستون که پیش ازآن در مسابقه‌ای در شیکاگو نسبت به کار میچل نظر مساعدی داشت، در ارتباط بود. در طی این مدت، میچل آثاری ملهم از کوبیسم و متاثر ازپیکاسو، خلق کرد. در همان سال، میچل به همراه روزت دوباره و برای گذراندن زمستان به له لاواندو نقل مکان کرد و در آنجا به نقاشی آنچه "مناظر اکسپرسیونیستی" می نامد پرداخت؛ آثاری بسیار انتزاعی که از آثار فیگوراتیو اولیهٔ او بسیار دور بودند. میچل به سال ۱۹۵۰ به نیویورک برگشت و با بسیاری از هنرمندان مشهوراکسپرسیونسم انتزاعی مانند فرنزکلاین و ویلیام دی کونینگ که نقاشی‌هایش او را عمیقاً تحت تأثیر قرارداده بود، ملاقات کرد. میچل ارتباطش را با جمع گسترده تری از هنرمندان اکسپرسیونیست انتزاعی آغاز کرد، سپس به پیوستن به انجمن هنرمندان دعوت شد ؛ بنیادی منحصربه‌فرد که از نمایشگاه‌های گروهی مهم بسیاری حمایت می‌کرد. یکی از آثار میچل به نام  بدون عنوان (Untitled) به سال ۱۹۵۱ در رویداد بزرگ شوی خیابان نهم؛ نمایشگاهی که توسط انجمن هنرمندان و به دستیاری لئو کستلی برنامه‌ریزی شده بود، در کنار آثار جکسن پالک ، ویلیام دکونینگ و هنس هافمن به نمایش گذاشته شد. در اوایل دههٔ ۱۹۵۰ او به عنوان اصلی‌ترین و مهم‌ترین هنرمند مدرسهٔ هنری نیویورک به شمارمی آمد.
میچل در ۱۹۵۵ برای پیوستن به نقاش کانادایی جین–پل ریوپل که با او ارتباطی طولانی، پر بار و پرهیاهو داشت، به فرانسه نقل مکان کرد. این ارتباط تا سال ۱۹۷۹ ادامه یافت و آن‌ها به رغم سکونت و کار در خانه‌ها و استودیوهایی جداگانه، شام را هر روز با هم صرف می‌کردند و با هم می نوشیدند. آن‌ها ابتدا در فرانسه زندگی می‌کردند و سپس به سمت غرب به شهر وتویل  در نزدیکی ژیورنی در نزدیکی خانهٔ کلود مونه نقل مکان کردند.

## آثار
نقاشی‌های او مهیج، دارای کیفیت حرکتی و گسترده هستند و معمولاً دو پنل جداگانه را پوشش می‌دهند.منظره پردازی، سوژهٔ ابتدایی مورد توجه او بود. او با ضربات گاهی خشن قلم مو، بربوم آماده نشده یا زمینهٔ سفید کارمی‌کرد. نقاشی‌های او بسیار تأثیرگذارند. در فاصلهٔ سال‌های ۱۹۶۰ تا ۱۹۶۴ میچل، از شیوهٔ سراسری و رنگ‌های روشن ترکیب بندی‌های اولیه اش فاصله گرفت و به جای آن استفاده از رنگ‌های تیره و توده‌های رنگی مرکزی متراکم را برای بیان عنصری بد وی را آغاز کرد. آثار میچل ویژگی‌های غیرخطی سبک پالک یا کلاین را در خود محفوظ داشته و به‌طوری فزاینده در چارچوب بزرگ ساختاری ساده شده‌ای سازمان یافته‌اند. آثار دههٔ ۱۹۷۰ او که در آن‌ها یک طرح رنگی ظریف و کلی با تکه‌هایی از بافت استادانه قلم کاری شده به هم آمیخته است، به‌طور کلی نظم یافته تر و غالباً پراکنده تر می‌شوند.
میچل در مقابل تکرار خود مقاومت می‌کرد و همین مقاومت باعث شد هیچ موتیف امضا شده‌ای ازخود به جا نگذارد جز تأثیری از واریاسیون‌های موسیقایی بر درونمایه‌ای ساکن.
میچل مردم و اشیا را رنگی می‌دید. رنگ و احساس برای او یکسان بودند. او می‌گفت:" من از گذشته برای خلق تصاویرم می کنم. من همهٔ گذشته را می خواهم...حتی تو و من در نور شمع درقطار... و تمام معشوقه‌هایی که داشته ام و تمام دوستانم..هیچ چیز خاتمه نمی‌یابد.این همه، بخشی از من است و من می خواهم با آن روبرو شوم و با آن بخوابم...رویاها ... و آن را نقاشی کنم."
رنگ در آثار چاپی میچل نیز نقشی حیاتی دارد. در کتابی که هم‌زمان با شوی بزرگ مرکز هنری والکر منتشرشد؛ ای –سی – گوسن اشاره می‌کند: نسل نقاشان اکسپرسیونیست انتزاعی که میچل از آن برمی آمد، همواره سوژه‌ای انتزاعی با معانی و دلالت‌های مجرد و غیر مادی را جستجو می‌کرد؛ به رغم اینکه ادعا می‌کرد باور دارد هنر پیام خود است. اما برخلاف نقاشان معاصر که سوژهٔ خود را در پروسهٔ نقاشی کشف می‌کردند، میچل کارش را از روی ایده‌ای آغاز می‌کرد و کار را برآن استوار می ساخت. گوسن اضافه می‌کند؛ گرچه چاپ‌های او بیشتر چاپ هستند تا نقاشی یا کاری بر روی کاغذ؛ قطعاً مسایل و راه کارهای کارمیچل را در طی سال‌ها کار هنری، بازمی تابانند. این آثار همچنین روزنه‌ای هستند برای هنری که برای او در نقاشی قابل دستیابی نبوده‌است، بنابراین آشکارا مجموعهٔ آثار او را به عنوان یک کل، وسعت می‌بخشند. یکی از این روزنه‌ها احساس آشکار از آسودگی و رهایی از دشواری نقاشی کردن است.

## مرگ
میچل به سال ۱۹۹۲ در ۶۷ سالگی بر اثر سرطان ریه، در وتویل در نزدیکی ژیورنی ، در فرانسه درگذشت.

## میراث
بنیاد جان میچل، به نقاشان، مجسمه سازان و تعاونی‌های هنرمندان، بورس، کمک هزینه و مستمری اعطا می‌کند. این بنیاد در شمارهٔ ۵۴۵ خیابان بیست و پنجم غربی درمنهتن واقع شده‌است.